# Synema lineatum
Synema lineatum là một loài nhện trong họ Thomisidae.
Loài này thuộc chi Synema. Synema lineatum được Tord Tamerlan Teodor Thorell miêu tả năm 1894.